# Kelly Miller (Eishockeyspieler)
Kelly David Miller (* 3. März 1963 in Lansing, Michigan) ist ein ehemaliger US-amerikanischer Eishockeyspieler und derzeitiger -trainer, der im Verlauf seiner aktiven Karriere zwischen 1981 und 2000 unter anderem 1176 Spiele für die New York Rangers und Washington Capitals in der National Hockey League auf der Position des linken Flügelstürmers bestritten hat. Darüber hinaus vertrat Miller sein Geburtsland auf internationaler Ebene mehrfach bei der Eishockey-Weltmeisterschaft sowie beim Canada Cup 1987.

## Karriere
Nachdem Miller zwischen 1979 und 1981 erfolgreich bei den Redford Royals in der Great Lakes Junior Hockey League gespielt hatte und dort binnen zwei Jahren in 93 Einsätzen 158 Scorerpunkte erzielt hatte, trat er im Sommer 1981 als ältester von drei Söhnen in die Fußstapfen seines Vaters und begann ein vierjähriges Studium der Betriebswissenschaften an der Michigan State University. Parallel spielte er dazu für die Eishockeymannschaft der Universität in der Central Collegiate Hockey Association, die an den Spielbetrieb der National Collegiate Athletic Association angeschlossen war. Im Collegespielbetrieb konnte der Außenstürmer in seiner Rookiesaison 30 Punkte sammeln und gewann mit der Universität – wie in den folgenden drei Jahren auch – die Divisionsmeisterschaft der CCHA. In den folgenden Jahren steigerte er seine Punktausbeute von 35 und 49 schließlich auf 50 in seinem vierten und letzten Jahr, in der er die Mannschaft als Kapitän aufs Eis führte. Sein herausragendes letztes Collegejahr bescherten ihm schließlich die Wahl ins First All-Star Team der CCHA und ins Second All-American Team der Western Conference der NCAA. Zudem war er als einer der zehn Finalisten für die Auszeichnung mit dem Hobey Baker Memorial Award als bester Collegespieler der Saison nominiert.
Zum Ende der Saison 1984/85, als Miller sein Studium beendet hatte, wurde er von den New York Rangers aus der National Hockey League unter Vertrag genommen, die ihn bereits drei Jahre zuvor im NHL Entry Draft 1982 in der neunten Runde an 183. Stelle ausgewählt hatten, nachdem er im Vorjahresdraft unberücksichtigt geblieben war. Im restlichen Verlauf des Spieljahres debütierte der Angreifer in der NHL für die Rangers und absolvierte fünf Spiele in der regulären Saison und weitere drei in den Playoffs. Zur folgenden Spielzeit schaffte der Flügelstürmer auf Anhieb den Sprung in den Stammkader der „Broadway Blueshirts“ und absolvierte 74 Spiele, in denen er auf 33 Punkte kam. Obgleich einer ähnlichen Quote in der ersten Hälfte der Saison 1986/87 wurde er am Neujahrstag 1987 gemeinsam mit Bob Crawford und Mike Ridley zum Ligakonkurrenten Washington Capitals transferiert. Im Gegenzug wechselten Bobby Carpenter und ein Zweitrunden-Wahlrecht im NHL Entry Draft 1989 nach New York.
Auch in der US-amerikanischen Landeshauptstadt, in der Miller insgesamt 13 Spielzeiten für die Capitals absolvierte, fand er nicht zu dem Offensivspiel, das in während seiner Junioren- und Collegezeit ausgezeichnet hatte. Lediglich einmal erreichte er die Marke von 20 Saisontoren, da er sich mehr und mehr zu einem defensiv orientierten Angriffsspieler entwickelte, der zumeist in einer Sturmreihe mit Mike Ridley und Michal Pivoňka aufgestellt wurde. Seine im Laufe der Jahre erworbenen Qualitäten in der Defensive bescherten ihm am Ende der Saison 1991/92 eine Finalnominierung für die Auszeichnung mit der Frank J. Selke Trophy für den besten Defensivstürmer der NHL. Auch die weiteren Jahre verliefen für Miller erfolgreich. So war er zwischen 1990 und 1994 sowie 1995 und 1997 einer der Assistenzkapitäne des Teams. Zeitweise war er Repräsentant des Franchises in der National Hockey League Players’ Association NHLPA und erreichte mit der Mannschaft im Verlauf der Stanley-Cup-Playoffs 1998 das Finale um den Stanley Cup. Dort unterlag Washington den Detroit Red Wings.
Bereits im Anschluss an die Saison 1998/99 hatte Miller keinen neuen Vertrag bei den Washington Capitals erhalten und zum Saisonbeginn als Trainerassistent bei den Grand Rapids Griffins in der International Hockey League hospitiert. Dieses Engagement wurde im Verlauf der Spielzeit 1999/2000 zu einer Verpflichtung als spielender Assistenztrainer ausgeweitet, sodass er zum Abschluss seiner Karriere noch 28 Spiele bestritt. Zur Saison 2000/01 wurde er als Assistenztrainer von den Mighty Ducks of Anaheim aus der NHL verpflichtet, ehe er im Sommer 2001 den gleichen Posten im Franchise der New York Islanders annahm. Diesen Posten füllte er zwei Spieljahre bis zum Ende der Saison 2002/03 aus. Anschließend zog er sich bis 2011 aus dem Eishockeysport zurück. Seit 2011 ist er Assistenztrainer an seiner Alma Mater, der Michigan State University.

### International
Für sein Heimatland kam Miller sowohl im Junioren- als auch Seniorenbereich zum Einsatz. Der Stürmer lief beginnend mit der Junioren-Weltmeisterschaft 1981 bei drei aufeinander folgenden Junioren-Weltmeisterschaften für die U20-Nationalmannschaft der Vereinigten Staaten auf. Nach jeweils sechsten Plätzen in den Jahren 1981 und 1982 führte der Stürmer das Team bei der Junioren-Weltmeisterschaft 1983 im sowjetischen Leningrad als Mannschaftskapitän zur Platzierung auf dem fünften Rang.
Sein Debüt für die US-amerikanische Herrenauswahl gab Miller bei der Weltmeisterschaft 1985 in der tschechoslowakischen Hauptstadt Prag. Mit fünf Scorerpunkten in zehn Turniereinsätzen hatte der damalige Collegespieler maßgeblichen Anteil am Erreichen des vierten Platzes der US-Amerikaner. Zudem empfahl sich der Stürmer für eine Nominierung für den Canada Cup 1987, wo er in fünf Einsätzen punktlos blieb und somit das Vorrundenaus der Vereinigten Staaten nicht verhindern konnte. Mit der Weltmeisterschaft 1989 in Schweden absolvierte Miller schließlich sein drittes internationales Turnier binnen vier Jahren. Nach mehrjähriger Pause im internationalen Spielbetrieb war die Teilnahme an der Weltmeisterschaft 1999 in Norwegen zum Abschluss seiner Karriere sein letztes Weltmeisterschaftsturnier. Trotz der Teilnahme an insgesamt sechs Welttitelkämpfen gelang es Miller nicht eine Medaille zu gewinnen.

## Erfolge und Auszeichnungen
| - 1982 CCHA-Meisterschaft mit der Michigan State University - 1983 CCHA-Meisterschaft mit der Michigan State University - 1984 CCHA-Meisterschaft mit der Michigan State University - 1984 CCHA First All-Academic Team | - 1985 CCHA-Meisterschaft mit der Michigan State University - 1985 CCHA First All-Star Team - 1985 CCHA First All-Academic Team - 1985 NCAA West First All-American Team |

## Karrierestatistik

### International
Vertrat die USA bei:
| - Junioren-Weltmeisterschaft 1981 - Junioren-Weltmeisterschaft 1982 - Junioren-Weltmeisterschaft 1983 - Weltmeisterschaft 1985 | - Canada Cup 1987 - Weltmeisterschaft 1989 - Weltmeisterschaft 1999 |

(Legende zur Spielerstatistik: Sp oder GP = absolvierte Spiele; T oder G = erzielte Tore; V oder A = erzielte Assists; Pkt oder Pts = erzielte Scorerpunkte; SM oder PIM = erhaltene Strafminuten; +/− = Plus/Minus-Bilanz; PP = erzielte Überzahltore; SH = erzielte Unterzahltore; GW = erzielte Siegtore; 1 Play-downs/Relegation; Kursiv: Statistik nicht vollständig)

## Familie
Miller entstammt einer tief im Eishockeysport verwurzelten Familie. Bereits sein Vater und sein Onkel waren für das Eishockeyteam der Michigan State University aktiv. Neben ihm fanden auch seine beiden jüngeren Brüder Kevin und Kip den Weg über das Universitätsteam in die National Hockey League und später auch in die US-amerikanische Nationalmannschaft, mit der Kevin sogar eine Olympiateilnahme verzeichnete.
Auch die beiden Cousins Ryan Miller und Drew Miller fanden über die Michigan State University für mehrere Jahre Anstellungen bei verschiedenen NHL-Franchises. Ryan Miller, das erfolgreichste Mitglied der Großfamilie, gewann als Torwart des US-Teams bei den Olympischen Winterspielen 2010 in Vancouver die Silbermedaille und wurde zudem als wertvollster Spieler des Turniers ausgezeichnet.